# ويليام باركر ماك إيوان
ويليام باركر ماك إيوان (بالإنجليزية: William Barker McEwan)‏ هو أمين مكتبة نيوزيلندي، ولد في 17 ديسمبر 1870، وتوفي في 2 مايو 1933.